# Черма (Псковская область)
Черма — деревня в Гдовском районе Псковской области России. Входит в состав городского поселения «Гдов» Гдовского района.
Расположена в 4 км к северу от Гдова на побережье реки Черма.

## Население
Численность населения деревни по оценке на 2000 год составляет 55 жителей.

## История
До 2005 года деревня входила в состав ныне упразднённой Гдовской волости.